# Gudeliai
Gudeliai is een plaats in de gemeente Marijampolė in het Litouwse district Marijampolė. De plaats telt 447 inwoners (2001).